# Campo de Cebada
El Campo de Cebada es un espacio urbano, junto a la Plaza de la Cebada en el barrio de la Latina en el centro de Madrid (España). Se formó después de la demolición del antiguo polideportivo de la Latina, al lado del Mercado de la Cebada.

## Historia
En 2006, siendo alcalde Alberto Ruiz Gallardón, se convoca un concurso para la remodelación de la Plaza de la Cebada en el lugar que ocupan el Mercado de la Cebada y el polideportivo municipal. Además de incluir un nuevo mercado y dotaciones deportivas, se pedían más zonas verdes y más plazas de aparcamiento subterráneo. La propuesta ganadora del estudio de arquitectura Álvarez-Sala nunca se realizaría, pues la crisis económica y financiera de 2007 llegó antes de que se licitara y el proyecto quedó finalmente paralizado por falta de inversores.
Sin embargo, en 2009 el Ayuntamiento de Madrid decidió dedicar fondos del Plan E a la demolición del polideportivo. Esta última actuación pública es la que finalmente deja el hueco de 2300m², vallado y cerrado en el centro de la capital.
Entre el 11 y el 26 de septiembre de 2010 el solar es temporalmente ocupado como parte de las actividades culturales ligadas al festival La noche en blanco, que proponía periódicamente ocupaciones efímeras del espacio público. Se surgió la instalación City Island del colectivo de artistas francés Exyzt incluía una piscina descubierta de poca profundidad, un bar y una zona de proyecciones.
Tras esta experiencia creció el número de vecinos que se preguntaban cómo poder recuperar, aunque fuera mientras estuviera vacío, el lugar para el uso público. Las asociaciones de vecinos locales, arquitectos, urbanistas y activistas de la ciudad formaron cierta masa crítica y de debate en torno a las posibilidades del espacio vallado y finalmente, en febrero de 2011, se concertó una cita con el área de urbanismo del Ayuntamiento de Madrid.

## Situación y superficie
La dirección del Campo de Cebada es la Plaza de Cebada 15, Madrid. Se accede por el número 56 de la calle Toledo. El espacio linda con el edificio del Mercado de la Cebada.   
La superficie total de la Plaza de la Cebada es aproximadamente de 1,2 hectáreas. De ellas la superficie correspondiente al Campo de Cebada que era antiguamente ocupado por el edificio de la piscina municipal y gimnasio es de 2292m². La superficie ocupada por el edificio del Mercado de la Cebada es de 4060m².

## Desarrollo
La apertura del espacio público El Campo de Cebada fue un hito de la participación ciudadana en la España que desde 2007 vivía inmersa en la crisis económica. Por primera vez en una gran ciudad se daba salida legal a espacios urbanos en desuso mediante su cesión legal a asociaciones de vecinos locales.

## El proyecto del Campo de Cebada

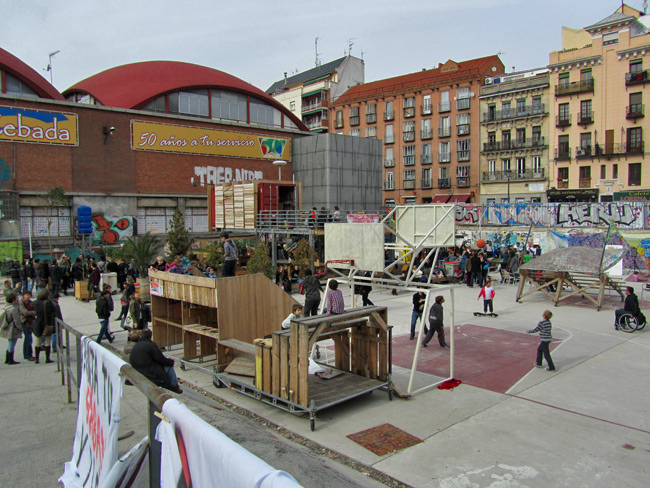
Vista al Campo de Cebada

### Nacimiento
La cesión del espacio ocurrió en febrero de 2011 tras las reuniones y acuerdos alcanzados entre un grupo de ciudadanos, como activistas, asociaciones de vecinos y arquitectos, con el área de urbanismo del Ayuntamiento de Madrid para la cesión del solar vacío donde antes se levantaba el polideportivo municipal.
El proyecto se redactó a base de asambleas vecinales desde febrero de 2011 hasta la apertura oficial el 15 de mayo de 2011. Durante esos meses se celebraron reuniones y procesos de enrolamiento ciudadano, se acordó la filosofía y políticas del nuevo espacio público y se decidió su nombre y su imagen gráfica. 

### Socios y cooperadores
Los socios del Campo de Cebada son los vecinos del barrio La Latina y centenares de ciudadanos anónimos de Madrid. Para su puesta en marcha fue necesario el acuerdo entre distintas entidades locales públicas y privadas como la FRAVM, AVECLA (la Asociación de Vecinos La Corrala), la Concejalía Distrito Centro de Madrid y el Área de Participación Ciudadana del Ayuntamiento de Madrid.
Para el acompañamiento técnico y organizativo se contó con la participación directa de diversos estudios y colectivos de arquitectura madrileños, entre los que principalmente se encontraban Zuloark, Basurama, Todo por la Praxis y el ya desaparecido Estudio PKMN.

### Propietario y sociedad de la edificación
Aunque actualmente el espacio funciona gracias a la gestión de los distintos grupos que realizan actividades periódicas. Los primeros años se estableció un calendario semanal de asambleas de asistencia libre para tomar decisiones y recibir propuestas de actividades a celebrar. Entre 2011 y 2016 las reuniones tenían lugar los jueves a las ocho de la tarde.

### Presupuesto
El Campo de Cebada ha mantenido su actividad primordialmente mediante trabajo voluntario de los vecinos del barrio de La Latina. Las actividades culturales que se realizaban eran gratuitas, admitiéndose donativos para los artistas y promotores al final de cada evento.
Además el campo recibió en varias ocasiones financiación correspondientes a partidas presupuestarias municipales y debido a resultar ganador de algunos concursos internacionales a los que optó.

## La idea principal
El Campo de Cebada es ante todo un espacio público. Un gran solar vacío que se recuperó para el uso de cualquier ciudadano. Sin embargo sus aspiraciones fueron más ambiciosas pues buscaba ser un lugar que pudiera acoger todo tipo de actividades promovidas desde la ciudadanía. Para ello fue dotada con infraestructura necesaria y accesible para la consecución de cualquier actividad que se pudiera desempeñar al aire libre.
La idea principal era dotar de uso un espacio infrautilizado en la ciudad pero sin perder nunca de vista la reclamación original del vecindario que era la de devolver al barrio sus dotaciones deportivas desaparecidas, principalmente la piscina municipal.

### Proyectos realizados en el Campo de Cebada
| Proyecto                 | Año       | Información |
| ------------------------ | --------- | --- |
| Teatro                   | 2011-2014 | Representación de "Don Juan Tenorio" con motivo de la festividad de Todos los Santos, las noches del 31 de octubre y 1 de noviembre se presentó la obra de teatro clásica con sus diferentes escenas montadas al aire libre dentro del Campo de Cebada. Las escenografías fueron construidas con colaboración vecinal, el director era César Barló.                                                    |
| Cine al aire libre       | 2011-2014 | Cine de verano que se llamó "Supercine". Proyección de largometrajes clásicos del cine de los 80 durante los veranos. Los derechos para su proyección legal se compraban con la aportación voluntaria de los asistentes. Cine al caer el sol. Proyección de documentales y películas de ficción de actualidad cedidas por los directores y las distribuidoras. Presentación y coloquio con directores. |
| Grupo de huertos         | 2012-2016 | La cebada perteneció a la Red de huertos de Madrid |
| Ocio y deporte           |           | "El Piscinazo" (cuatro ediciones). Encuentro vecinales en recuerdo a la antigua piscina municipal demolida. Talleres de Street Workout, colectivo Barbarrio y Movimiento Natural Lucha libre Grupo baloncesto |

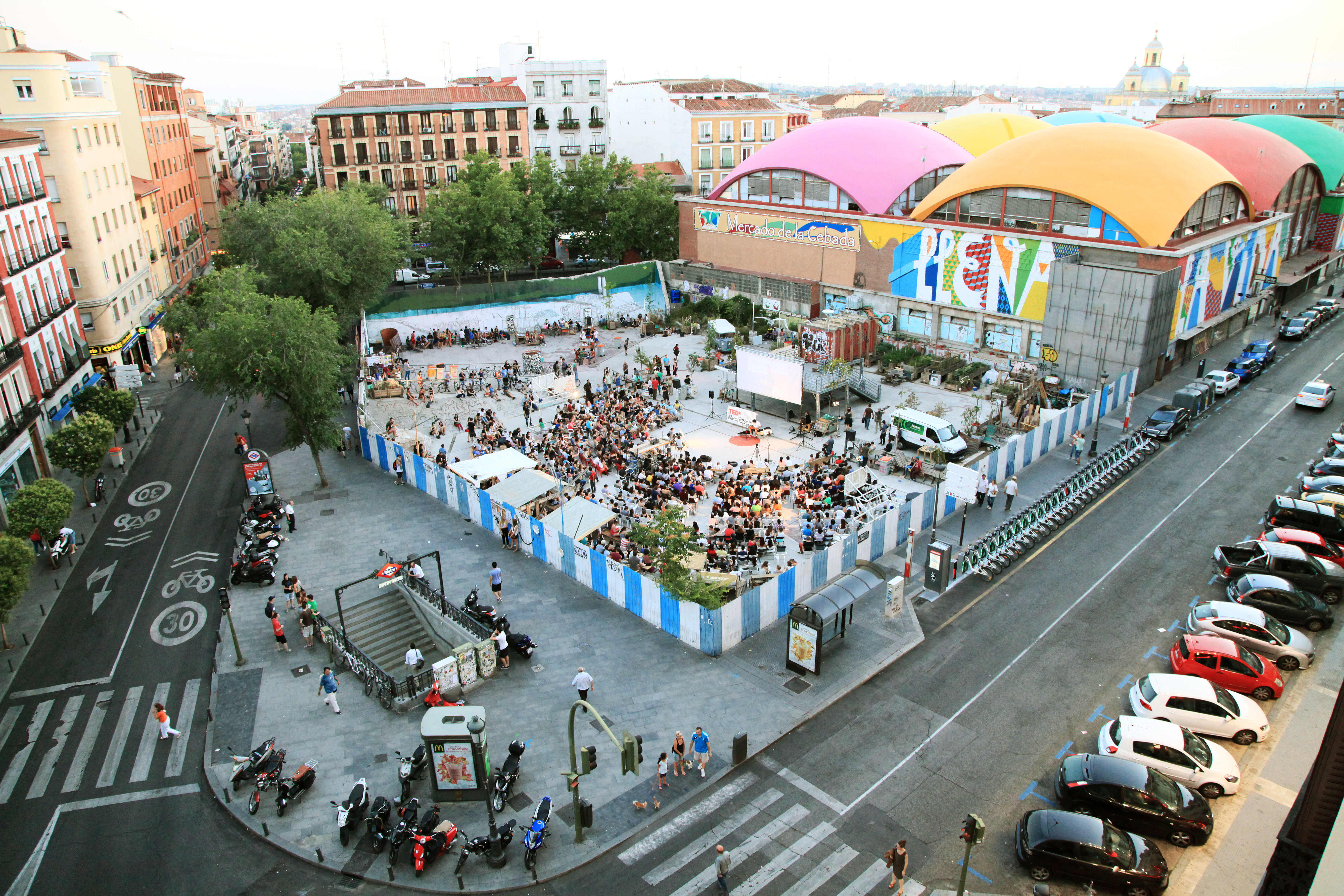
Campo de Cebada desde el cielo

| Sátira y Clown           |           | Evento humorístico para la consagración de la "Iglesia Patólica" promovido por el artista Leo Bassi |
| Talleres de construcción |           | "Hand Made Urbanismo" (cuatro ediciones). Taller de construcción promovido por la Universidad Javeriana de Bogotá y el estudio de arquitectura Zuloark para la construcción de mobiliario para la plaza en talleres de construcción participada entre alumnos de la universidad y vecinos del barrio.                                                                                                  |
| Música y danza           |           | Eventos de música y danza en el Campo de Cebada |
| Literatura               |           | El festival "Hostia un libro" |
| Pedagogía                |           | Universidad popular de verano "Campo de Cebada" organizado por el colectico c4c |
| Arte urbano              |           | Gestión de muros para graffiti |